# マックス・ベルジュイス
マックス・ベルジュイス（オランダ語: Max Velthuijs 1923年5月22日 – 2005年1月25日）は、オランダ人児童文学作家、イラストレーターである。
1923年、オランダハーグ生まれ。
1977年、1986年、1993年、1997年にオランダ金の絵筆賞、1992年に金の石筆賞、1990年、1993年に銀の石筆賞、2004年に国際アンデルセン賞を受賞した。ボローニャ国際絵本原画展の常連作家の一人でもある。
没年の2005年「イタリア･ボローニャ国際絵本原画展」で特別展示にかかり（板橋立区美術館・日本国際児童図書評議会）、同年夏に大谷記念美術館（兵庫県）でも展覧した。オランダを代表する絵本作家として2007年春から翌年初春に合同展「オランダ絵本作家展」が東京、徳島市、佐世保市、帯広市、郡山市の会場をめぐり、ベルジュイスの作品と愛用の品に加えてディック・ブルーナ、ハルメン・ファン・ストラーテン（1958年-）以下現役作家の作品を披露した。この巡回展はオランダ王国大使館や日蘭協会、各地のNHK支局の後援を得ている。
苗字のカタカナ表記は、英語読みをした場合の発音に近い、ベルジュイスで定着して久しいが、オランダ語の発音に基づくと、フェルトハウスがより正しい表記となる。

## 受賞歴
- 金の絵筆賞
  - 1977年　Het goedige Monster en de Rovers に対して
  - 1986年　Klein-Mannetje vindt het geluk に対して
  - 1993年　Kikker in de kou に対して（『げんきをだしてねかえるくん』）
  - 1997年　Kikker is Kikker に対して（『かえるくんはかえるくん』）
- 金の石筆賞
  - 1992年　Kikker en het vogeltje に対して（『かえるくんととりのうた』）
- 銀の石筆賞
  - 1990年 　Kikker is verliefd に対して（『かえるくんどうしたの』）
  - 1993年　Kikker in de kou に対して[12][2]
- 国際アンデルセン賞画家賞　
  - 2004年　児童文学に寄せた功績に対して[2][12]

## 主な作品
- Versjes die wij nooit vergeten(Rhymes we will never forget) (1962)
- A is een aapje(A is for Monkey) (1964)
- Frog
- x (1978)
- Kikker is verliefd(Frog in Love)（『かえるくんどうしたの』） (1989)

## 日本語訳された作品
挿画
- ミッシャ・ダムヤン（英語）作『おおかみとちびやぎ』マックス・ヴェルジュイス 絵、芦野あき 訳、佑学社〈ヨーロッパ創作絵本シリーズ〉、1979年[13]

### マックス・フェルタイス名義
- 『少年と大きなさかな』植田敏郎 訳〈世界の絵本 ; スイス〉講談社、1971年

### マックス・ベルジュイス名義
- 『こころのやさしいかいじゅうくん』楠田枝里子 訳、ほるぷ出版、1978年
  - 紙芝居『こころのやさしいかいじゅうくん』八木田宜子 脚本、ほるぷ出版〈ほるぷの紙芝居 世界のおはなしシリーズ〉、1989年
- 『ぬすまれたかいじゅうくん』楠田枝里子 訳、ほるぷ出版、1978年
- 『えかきさんとことり』はせがわしろう やく、ほるぷ出版、1979年
  - 紙芝居『えかきさんとことり』やぎたよしこ 脚本、ほるぷ出版〈ほるぷの紙芝居 海外秀作シリーズ〉、1982年
- 『たことしょうねん』楠田枝里子 訳、ほるぷ出版、1980年
- 『きこりとはと』佐々木元 訳、フレーベル館、1981年

清水奈緒子 訳、セーラー出版
- 『ああうるさい』1990年
- 『かえるくんどうしたの』1990年[14]
  - 『かえるくんどうしたの』（改訂版）2007年
- 『かえるくんととりのうた』1991年
- 『こびとくんのいえさがし』1992年
- 『こびとくんのきゅうじょたい』1992年
- 『こびとくんのしあわせないちにち』1992年
- 『ワニくんのだいけっさく』1992年
- 『げんきをだしてねかえるくん』1993年
- 『かえるくんとたびのねずみ』[15]1994年
- 『かえるくんのこわい夜』1995年
- 『すごいぞかえるくん』1996年
- 『かえるくんはかえるくん』1997年
  - 『かえるくんはかえるくん』（改訂版）2007年
- 『かえるくんたびにでる』2000年
- 『かえるくんのとくべつな日』2001年
- 『かえるくんのあたらしいともだち』2003年
- 『かえるくんのたからさがし』2005年
- 『かえるくんはかなしい』2006年
- 『かえるくんはかえるくん』（改訂版）2007年

野坂悦子 訳
- 『男の子とおおきなさかな』ほるぷ出版、2007年
- 『たいせつなてがみ』セーラー出版、2011年
- 『かえるくんのかずのえほん』ディー・ティー・ジャパン〈World library オランダ〉、2014年

## 関連資料
発行年順。
- 『イタリアボローニャ国際絵本原画展2005：開催25周年記念スペシャル／特別展示・マックス・ベルジュイス』日本国際児童図書評議会、2005年。全国書誌番号:20917305。板橋区立美術館で催した展示カタログ。

他国語版
- Kurbaga ve Yabanci Seckin Erdi 訳、Kabalci、2005。トルコ語版（かえるくんとたびのねずみ）。英語版原書[注釈 3]の他にアルバニア語版、ウルドゥー語版、スペイン語版、ソマリ語版、中国語版、フランス語版、ベトナム語版、ベンガル語版、ポルトガル語版がある。電子版は2言語併記。